# Manuela Arcuri
Manuela Arcuri (Anagni, 8 gennaio 1977) è un'attrice, personaggio televisivo ed ex modella italiana.

## Biografia
Nata ad Anagni, in provincia di Frosinone, l'8 gennaio 1977 da padre originario della provincia di Crotone e da madre originaria di Avellino. Cresciuta a Latina, dove frequentò il liceo artistico, frequentò l'Accademia d'Arte Drammatica "Pietro Scharoff" di Roma, diplomandosi nel 1997. È la sorella minore dell'attore Sergio Arcuri, già suo partner in fiction di successo come Io non dimentico, L'onore e il rispetto, Sangue caldo e Pupetta - Il coraggio e la passione.
Attratta fin dalla giovane età dal mondo dello spettacolo, iniziò la carriera di modella per fotoromanzi all'età di 15 anni. Uno dei suoi primi servizi fotografici senza veli fu eseguito da Alberto Magliozzi tra il 1994 e il 1998. Apparve come comparsa nel film I buchi neri di Pappi Corsicato. Successivamente fu scritturata da Leonardo Pieraccioni per un cameo ne I laureati. Nel 1997 è stata una delle vallette, meglio note come letterate, nel programma Il gatto e la volpe.
Dopo altre esperienze cinematografiche e teatrali, tra cui A pretty story of a woman e Liolà per la regia di Gigi Proietti, nel 1999 fu scelta da Giorgio Panariello per un ruolo importante nel film Bagnomaria che le fece guadagnare notorietà e condusse Sanremo Estate. Nell'aprile dello stesso anno Boss Magazine pubblicò le foto di Alberto Magliozzi in copertina e in 8 pagine interne mentre l'edizione italiana di Maxim la fotografò per 4 pagine. Comparve a seno nudo sulla copertina di Max del settembre 1999 e in 10 pagine interne, fotografata da Giovanni Cozzi. Nel 2000 la Arcuri fu la protagonista di un calendario sexy per GenteViaggi e comparve assieme ad altre modelle nel calendario 2000/2001 di Boss Magazine. Playboy Italia le dedicò la copertina del numero di ottobre 2000 e un inserto di 52 pagine con foto di Magliozzi. Nel 2001 venne fotografata nuda da Conrad Godly per il calendario di Panorama, ottenendo una grande notorietà.

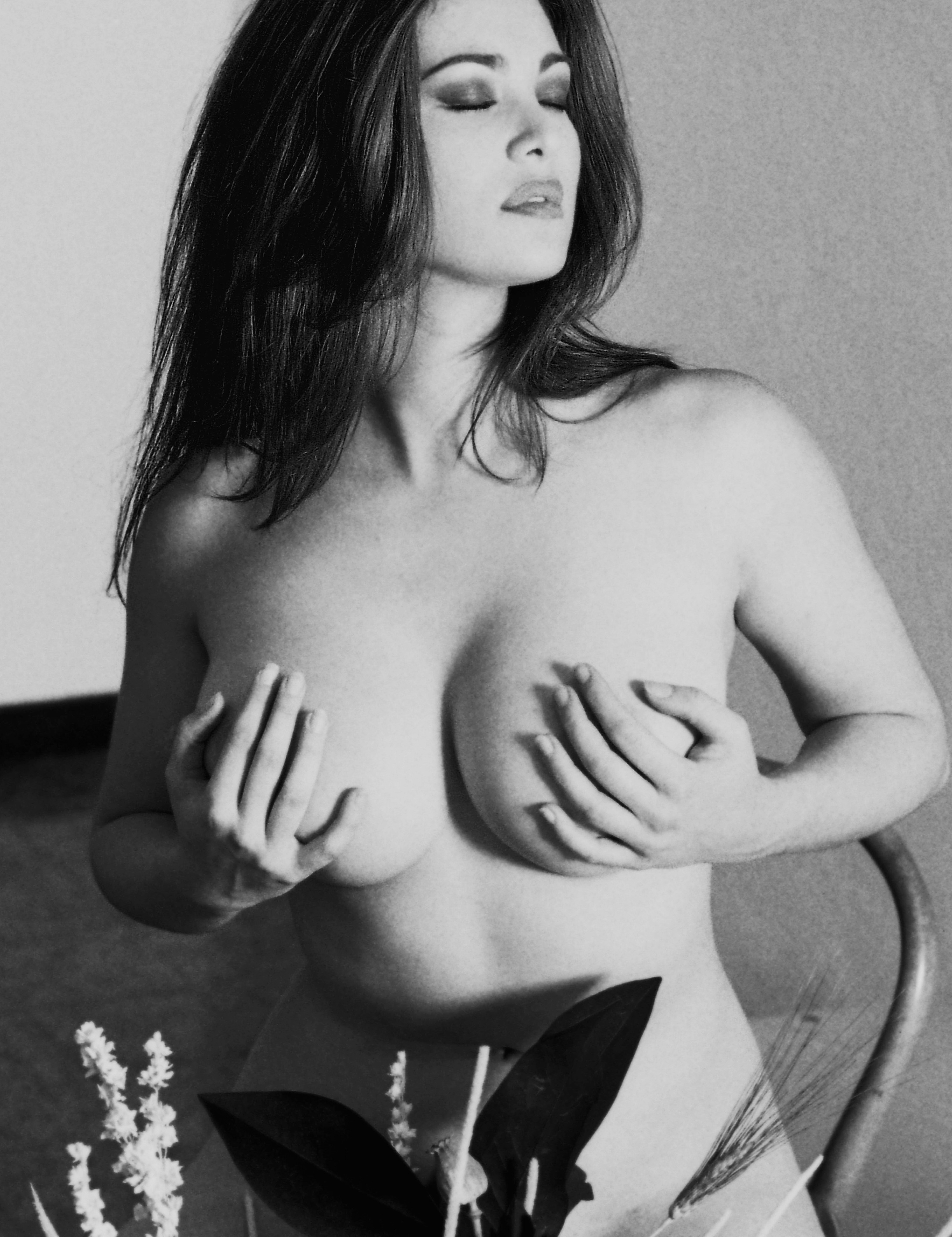
Manuela Arcuri per un servizio fotografico di Alberto Magliozzi nel 1994

Questo contribuì a procurarle importanti scritture in televisione, come quelle per il programma comico Mai dire Gol e per la serie Carabinieri nel 2001; fu anche scelta, assieme a Vittoria Belvedere, per affiancare Pippo Baudo nella conduzione del Festival di Sanremo 2002. Boss Magazine pubblicò il calendario 2000-2001 utilizzando, tra le altre, anche foto della Arcuri scattate da Giovanni Cozzi, ma non essendo state autorizzate la modella e il fotografo fecero causa alla rivista. Nel 2002 comparse insieme ad altre modelle nel calendario Nudes by Conrad Godly di Max, rivista che la incoronò donna più bella d'Italia in un allegato al numero di marzo che titolava semplicemente Manuela e le altre. Nello stesso anno riapparvero sul numero di ottobre dell'edizione olandese di Penthouse, in 8 pagine interne, alcune sue foto pubblicate nel 1999 da Max. Il servizio fotografico eseguito tra il 1994 e il 1998 da Alberto Magliozzi fu utilizzato in un calendario 20 mesi 2002/2003, in uno del 2003 e in uno del 2004.
Nel 2003, insieme a Teo Teocoli e Anna Maria Barbera, ha condotto l'ottava edizione di Scherzi a parte. Ha posato per la copertina e per 10 pagine del numero di maggio 2003 dell'edizione olandese di Maxim. L'edizione italiana della stessa rivista la inserì in 7 pagine del numero di agosto 2003. Nel 2004 ha partecipato, come protagonista, al video della canzone Liberi da noi di Gigi D'Alessio e nel 2009 al video di Ancora qui di Renato Zero. Si fece fotografare nuda per i numeri di GQ di agosto 2002 (copertina e 9 pagine), settembre 2002 (4 pagine), aprile 2005 (copertina e 10 pagine) e maggio 2005 (4 pagine). Comparve nei numeri di luglio e di settembre 2005 di Max. Nel 2007 prende parte al videoclip della canzone Somewhere here on Earth di Prince.
Nel 2008 ha interpretato Egle Ciccirillo nella commedia teatrale Il primo che mi capita, scritta, diretta e interpretata da Antonio Giuliani, in scena al Teatro Parioli di Roma dal 5 febbraio al 16 marzo. Nello stesso anno interpreta quello che lei definisce il "ruolo più impegnativo ma anche più bello della mia carriera" nella fiction Io non dimentico, coprotagonista assieme a Brando Giorgi e Giovanni Scifoni. Ha inoltre partecipato alla fiction televisiva Mogli a pezzi e condotto Venice Music Awards accanto ad Amadeus (2008).

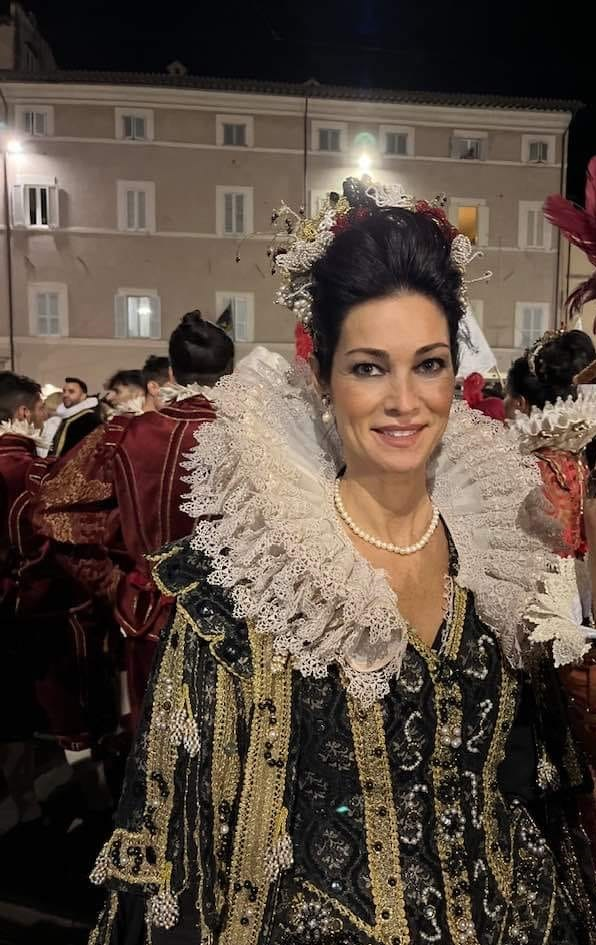
Manuela Arcuri con indosso abiti barocchi in occasione dell'edizione 2022 della Giostra della Quintana di Foligno.

Nel 2010 prende parte alla prima stagione de Il peccato e la vergogna nel ruolo della bella e coraggiosa Carmen Tabacchi al fianco di Gabriel Garko, Giuliana De Sio e Francesco Testi. Dal 6 al 20 giugno 2013 ha ricoperto il suo primo ruolo da protagonista nella fiction Mediaset Pupetta - Il coraggio e la passione, al fianco di Eva Grimaldi, Barbara De Rossi, Ben Gazzara e Sergio Arcuri, grazie a questo ruolo vince il premio di miglior attrice al Roma Fiction Fest. Nel gennaio 2014 torna, con il ruolo di Carmen Tabacchi Fontamara, nella seconda stagione de Il peccato e la vergogna, al fianco di Gabriel Garko e Laura Torrisi.
Dal 3 al 24 marzo 2014 è stata opinionista fissa del Grande Fratello 13, condotto da Alessia Marcuzzi, al fianco del giornalista Cesare Cunaccia, entrambi poi sostituiti da Vladimir Luxuria. Dal 30 marzo 2019 è di nuovo in tv, dopo la pausa dovuta alla maternità, partecipando come concorrente al talent show Ballando con le stelle, condotto da Milly Carlucci, insieme al ballerino Luca Favilla. Il 18 settembre 2022 è ospite come Dama d'onore alla manifestazione della Giostra della Quintana di Foligno vestendo abiti seicenteschi in stile barocco.

## Vita privata
Nel 2003 ha avuto una lunga relazione sentimentale con Francesco Coco. In seguito ha avuto delle storie anche con Aldo Montano e con il collega Gabriel Garko ai tempi de Il peccato e la vergogna.
Dal 2010 è stata fidanzata con l'imprenditore Giovanni Di Gianfrancesco, con il quale ha avuto un figlio di nome Mattia, nato l'8 maggio 2014. Il 22 luglio 2022 si sono sposati presso il castello Orsini-Odescalchi, sul lago di Bracciano (si erano già sposati a Las Vegas nel 2013).

## Controversie

### La statua
Il 19 luglio 2002, sul lungomare di Porto Cesareo è stata posta una statua che raffigura Manuela Arcuri. La statua, alta 175 centimetri e realizzata in pietra leccese ha un'epigrafe che recita 
L'iniziativa ha causato contrastanti reazioni: da parte dei turisti che non mancavano di farsi fotografare ai piedi del monumento e da parte dei pescatori che, prima di andare in mare, avevano preso l'abitudine di toccare le natiche della statua come atto scaramantico e, infine, da parte delle mogli dei pescatori che ne hanno fortemente reclamato la rimozione, finché, il 30 marzo 2010, la statua è stata rimossa dall'amministrazione comunale guidata da Vito Foscarini.
L'8 luglio 2011 l'amministrazione comunale guidata da Salvatore Albano, da poco eletto, ha ripristinato la statua nella precedente collocazione dopo un restauro alle natiche, in una cerimonia a cui ha preso parte anche la stessa Manuela Arcuri.
Nel mese di luglio 2012 la statua è oggetto di un'indagine della Procura di Lecce per presunte violazioni paesaggistiche in quanto sarebbe stata installata in una zona demaniale data in concessione dalla Capitaneria di porto locale. Tra gli indagati, sei in tutto, ci sarebbe anche il sindaco di Porto Cesareo Salvatore Albano. L'inchiesta è stata archiviata nel dicembre 2012.
Sfruttando voci, secondo le quali i cani vi si recavano per i loro bisogni, il noto conduttore TV e creativo Gianni Ippoliti, che ebbe l'idea originaria della statua, ve ne fece collocare ai piedi quella di un cane, in seguito però rimossa.

### La vicenda Berlusconi
Come pubblicato nel 2011 da diversi media, alcune intercettazioni telefoniche effettuate nel 2009 riportano l'interesse del politico Silvio Berlusconi a voler incontrare l'attrice Manuela Arcuri. Da un'intercettazione telefonica del 10 febbraio 2009, tra la modella Francesca Lana e l'imprenditore Gianpaolo Tarantini, e dalle annotazioni della Guardia di Finanza, risulta che la Arcuri sarebbe stata disposta a trascorrere la notte a casa di Berlusconi insieme a Francesca Lana in cambio della selezione del fratello Sergio Arcuri nel cast di una fiction. La Guardia di Finanza annotò anche che Manuela Arcuri avrebbe riferito di aver parlato con Silvio Berlusconi e di aver capito che si sarebbe occupato della vicenda. Nel corso della telefonata l'attrice confessa che se il presidente le avesse fatto il favore richiesto, lui sarebbe stato da lei «ben ricompensato», alludendo, secondo la Guardia di finanza, ad una prestazione sessuale. La cosiddetta "ricompensa" non si è però mai concretizzata. In alcune intercettazioni risalenti al 18 febbraio 2009 Berlusconi dice a Tarantini di essere contento di non aver concretizzato con la Arcuri a causa di alcune dichiarazioni dell'attrice in un'intervista data pochi giorni prima al programma di Italia 1 Le Iene, quindi Berlusconi dice all'affarista di aver definitivamente «cancellato» la Arcuri dall'elenco dei suoi appuntamenti perché, a suo avviso, la Arcuri avrebbe fatto «una figura da troia».
L'attrice ha affermato di aver frequentato un paio di cene, ma di non aver chiesto alcun favore per il fratello.

## Filmografia

### Cinema
- Diario di un vizio, regia di Marco Ferreri (1993)
- L'ultimo concerto, regia di Francesco Laudadio (1995)
- I laureati, regia di Leonardo Pieraccioni (1995)
- I buchi neri, regia di Pappi Corsicato (1995)
- Viaggi di nozze, regia di Carlo Verdone (1995)
- Gratta e vinci, regia di Ferruccio Castronuovo (1996)
- Uomini senza donne, regia di Angelo Longoni (1996)
- A spasso nel tempo, regia di Carlo Vanzina (1996)
- Cuori perduti, regia di Teresio Spalla (1997)
- Finalmente soli, regia di Umberto Marino (1997)
- Bagnomaria, regia di Giorgio Panariello (1998)
- Voglio stare sotto al letto, regia di Bruno Colella (1999)
- Teste di cocco, regia di Ugo Fabrizio Giordani (2000)
- A ruota libera, regia di Vincenzo Salemme (2000)
- Giovanna la pazza, regia di Vicente Aranda (2001)
- La notte delle streghe, regia di José Miguel Juárez (2003)
- Non si ruba a casa dei ladri, regia di Carlo Vanzina (2016)
- I luoghi della speranza, regia di Enzo Dino (2021)
- Gli artigli dell'aquila, regia di Alex Visani (2022)
- Domina, regia di Devid D'Amico – cortometraggio (2023)
- Hoganbiiki - Il valore della sconfitta, regia Enzo Dino (2023)

### Televisione
- Disokkupati – serie TV (1997)
- Anni '60, regia di Carlo Vanzina – miniserie TV (1999)
- Pepe Carvalho – serie TV, episodio Alla ricerca di Sheherazade (1999)
- Carabinieri – serie TV, 23 episodi (2002-2003)
- Con le unghie e con i denti, regia di Pier Francesco Pingitore – miniserie TV (2004)
- Madame, regia di Salvatore Samperi – miniserie TV (2004)
- Imperia, la grande cortigiana, regia di Pier Francesco Pingitore – film TV (2005)
- Carabinieri - Sotto copertura, regia di Raffaele Mertes – miniserie TV (2005)
- Regina dei fiori, regia di Vittorio Sindoni – miniserie TV (2005)
- L'onore e il rispetto – serie TV, episodio 1x01 (2006)
- Donne sbagliate, regia di Monica Vullo – miniserie TV (2007)
- Io non dimentico, regia di Luciano Odorisio – miniserie TV (2008)
- Mogli a pezzi – serie TV (2008)
- So che ritornerai, regia di Eros Puglielli – film TV (2009)
- Caterina e le sue figlie – serie TV, 14 episodi (2010)
- Il peccato e la vergogna – serie TV, 14 episodi (2010-2014)
- Sangue caldo – serie TV, 6 episodi (2011)
- Pupetta - Il coraggio e la passione, regia di Luciano Odoorisio – miniserie TV (2013)
- Il bello delle donne... alcuni anni dopo – serie TV, 6 episodi (2017)

### Videoclip
- Lloviendo estrellas, di Cristian Castro (2001)
- Liberi da noi, di Gigi D'Alessio (2004)
- Somewhere Here on Earth, di Prince (2007)
- Ancora qui, di Renato Zero (2009)
- Da Napoli a Milano, di Lollo G featuring Tony Colombo (2022)

## Teatro
- Liolà (2006)
- Il primo che mi capita (2008)
- A Pretty Story of Woman (2010)
- Bravi a letto (2017)

## Programmi televisivi
- Il gatto e la volpe (Canale 5, 1997)
- Sanremo Estate (Rai 1, 1999)
- Milano-Roma (Rai 2, 2000)
- Mai dire Gol (Italia 1, 2001)
- Cari amici miei (Italia 1, 2001)
- Festival di Sanremo (Rai 1, 2002)
- Scherzi a parte (Canale 5, 2003)
- Venice Music Awards (Rai 2, 2008)
- Grande Fratello (Canale 5, 2014) opinionista
- Miss Italia (LA7, 2017) giurata
- Ballando con le stelle (Rai 1, 2019) concorrente
- La partita (Rai 2, 2021)
- Business Life (Business24, 2023-2024)
- Tilt - Tieni il tempo (2024)
- La volta buona (Rai 1, 2025) opinionista[36]
- Storie di donne al bivio Weekend (Rai 1, dal 2025) ospite fisso[37]